# Parathyma amharin
Parathyma amharin är en fjärilsart som beskrevs av Hans Fruhstorfer 1906. Parathyma amharin ingår i släktet Parathyma och familjen praktfjärilar. Inga underarter finns listade i Catalogue of Life.